# Biserica „Duminica Tuturor Sfinților” din Stănești
Biserica cu hramul „Duminica Tuturor Sfinților” din Stănești, comuna Stănești, județul Gorj, a fost  ridicată în anul 1732. Lăcașul de cult figurează pe lista monumentelor istorice 2010, cod LMI GJ-II-m-B-09385.

## Istoric și trăsături
Biserica este construită din piatră și cărămidă. Planul este în formă de navă cu un singur turn-clopotniță, situat pe pronaos, naosul dreptunghiular și absida semicilindrică la interior și poligonală la exterior. Pridvorul este deschis și dreptunghiular și susținut de 6 stâlpi octogonali din cărămidă cu baza pătrată și doi semistâlpi adosați de zid. Stâlpii sunt legați prin arce în acoladă.

## Imagini

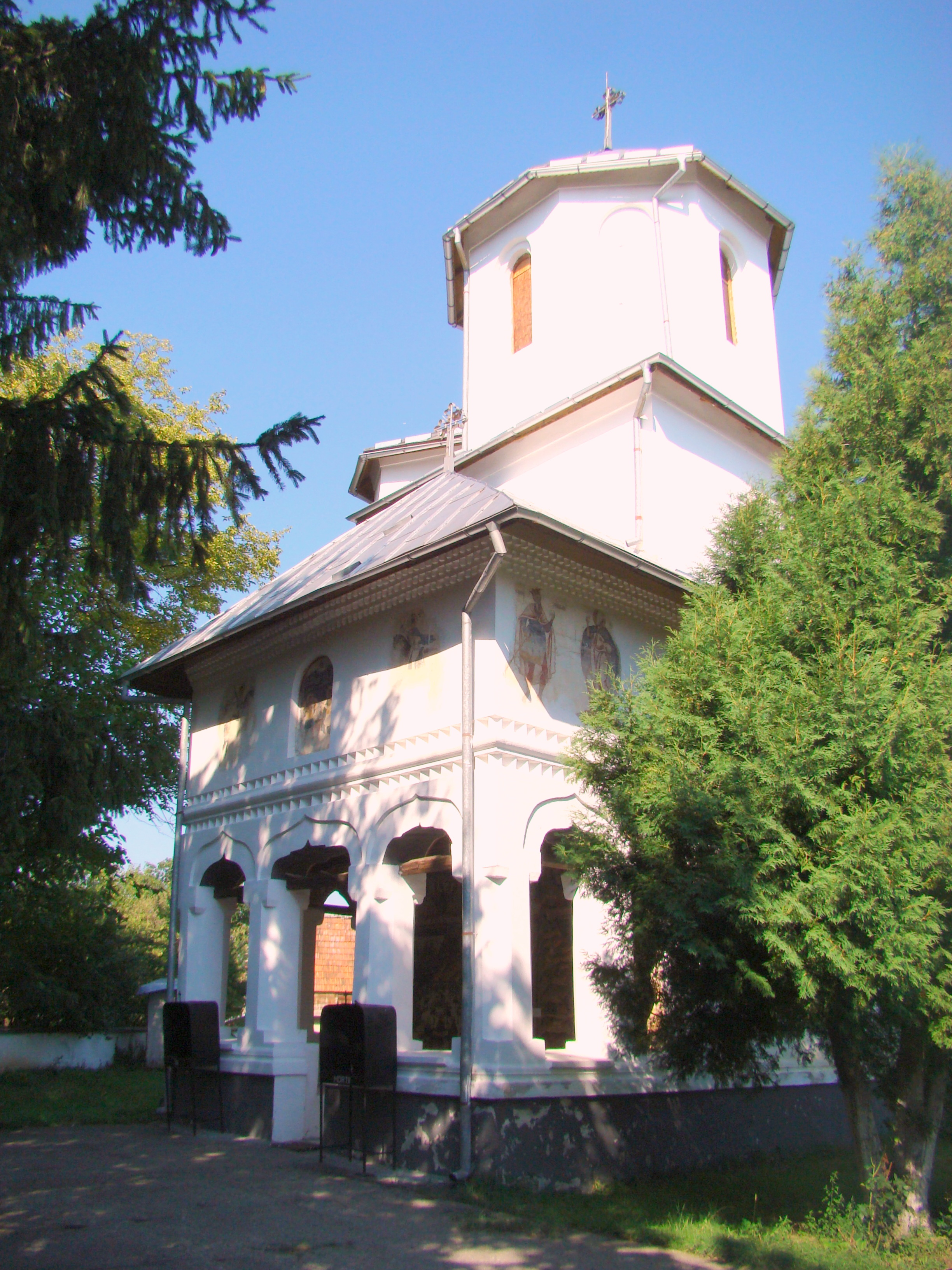
Biserica (sud-vest)
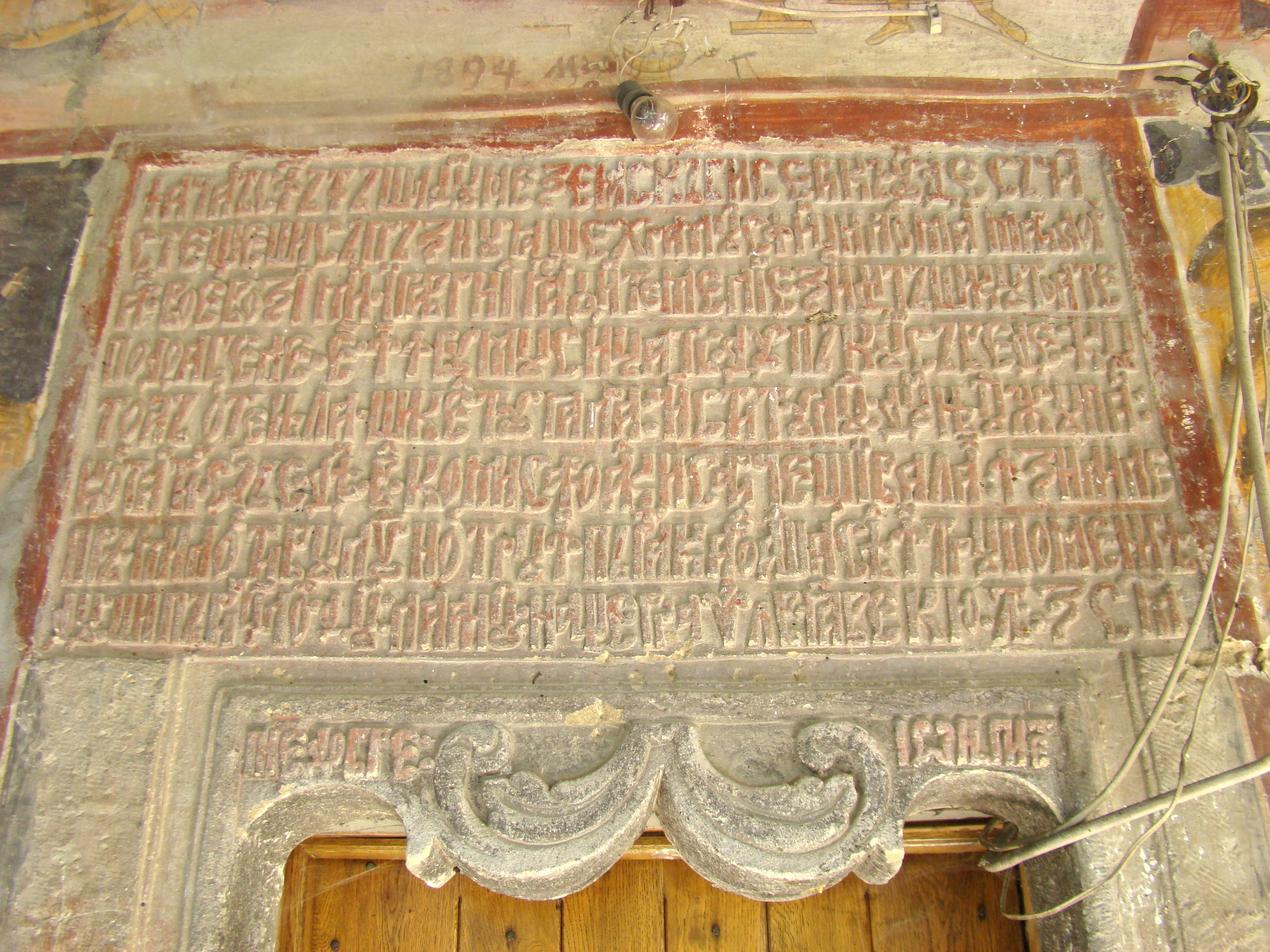
Pisania
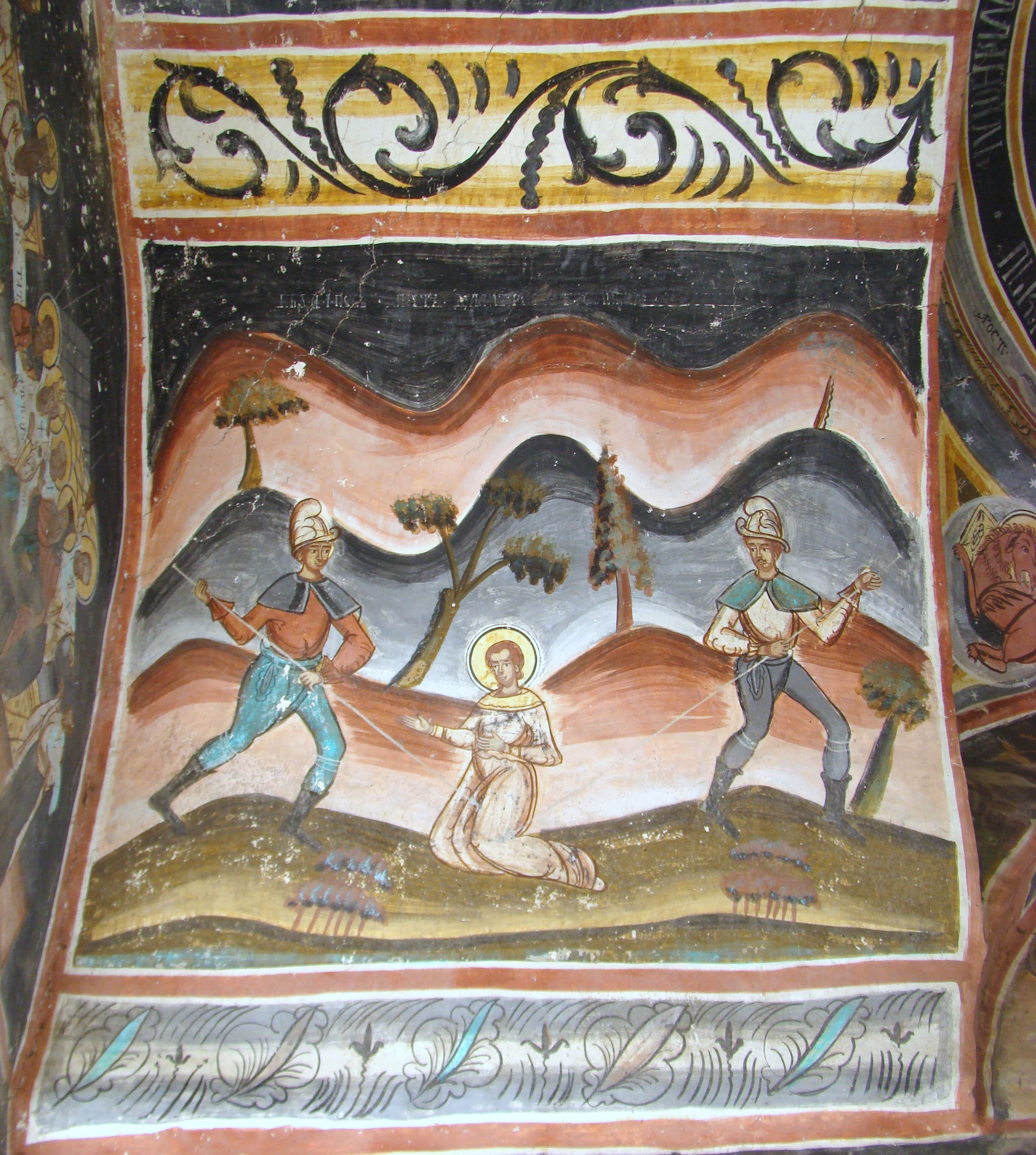
Pictura exterioară
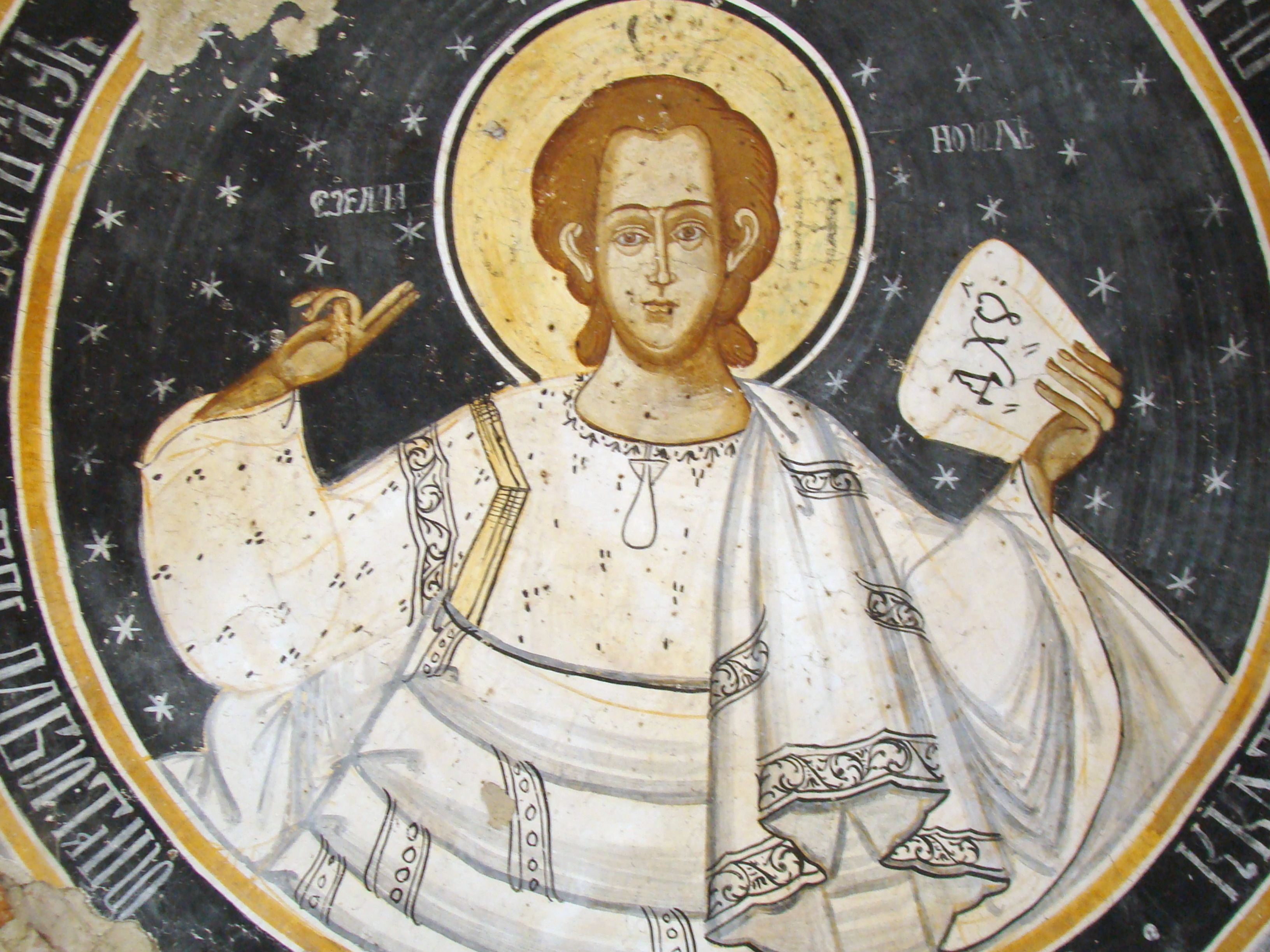
Pictura exterioară
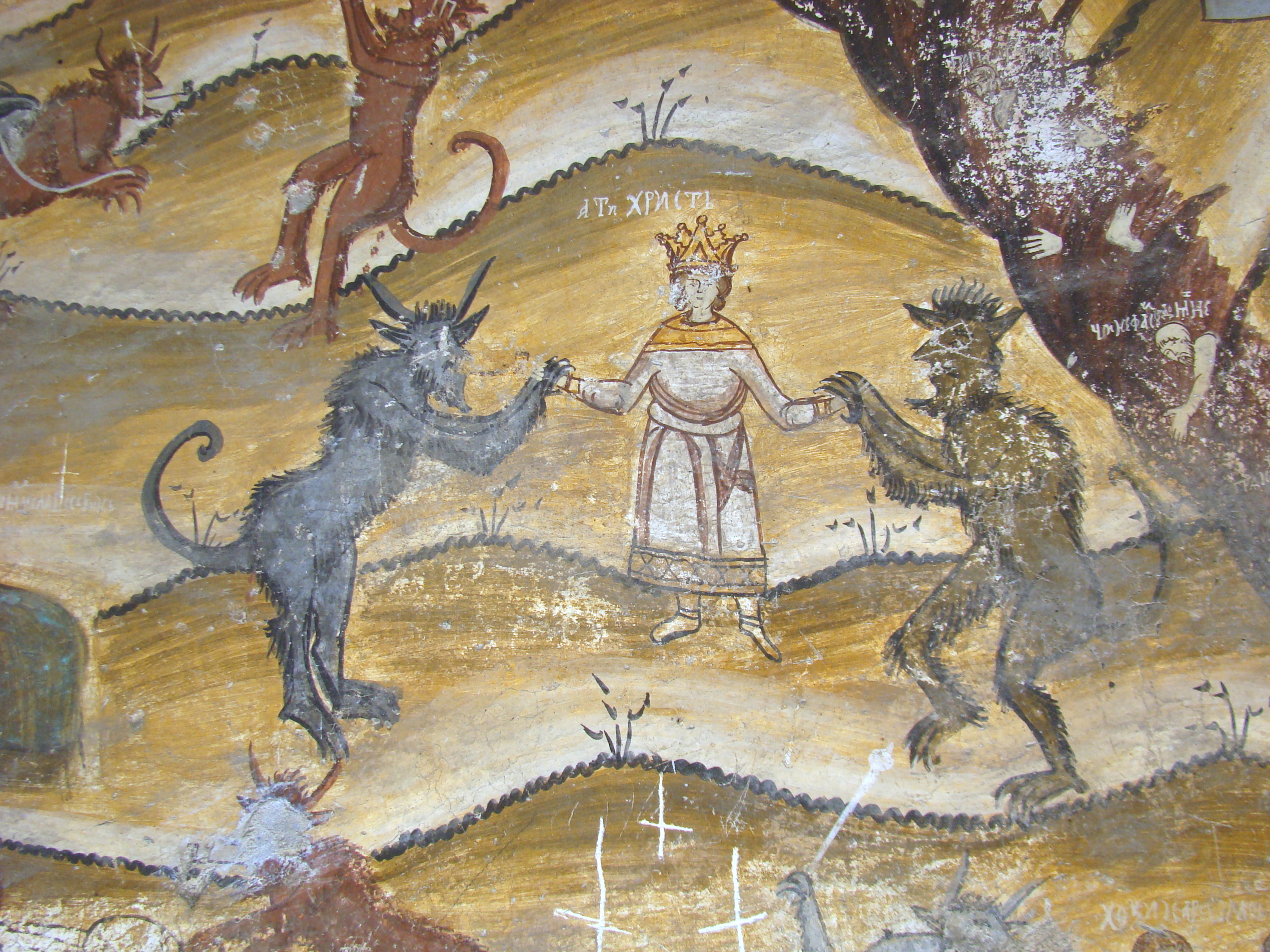
Pictura exterioară
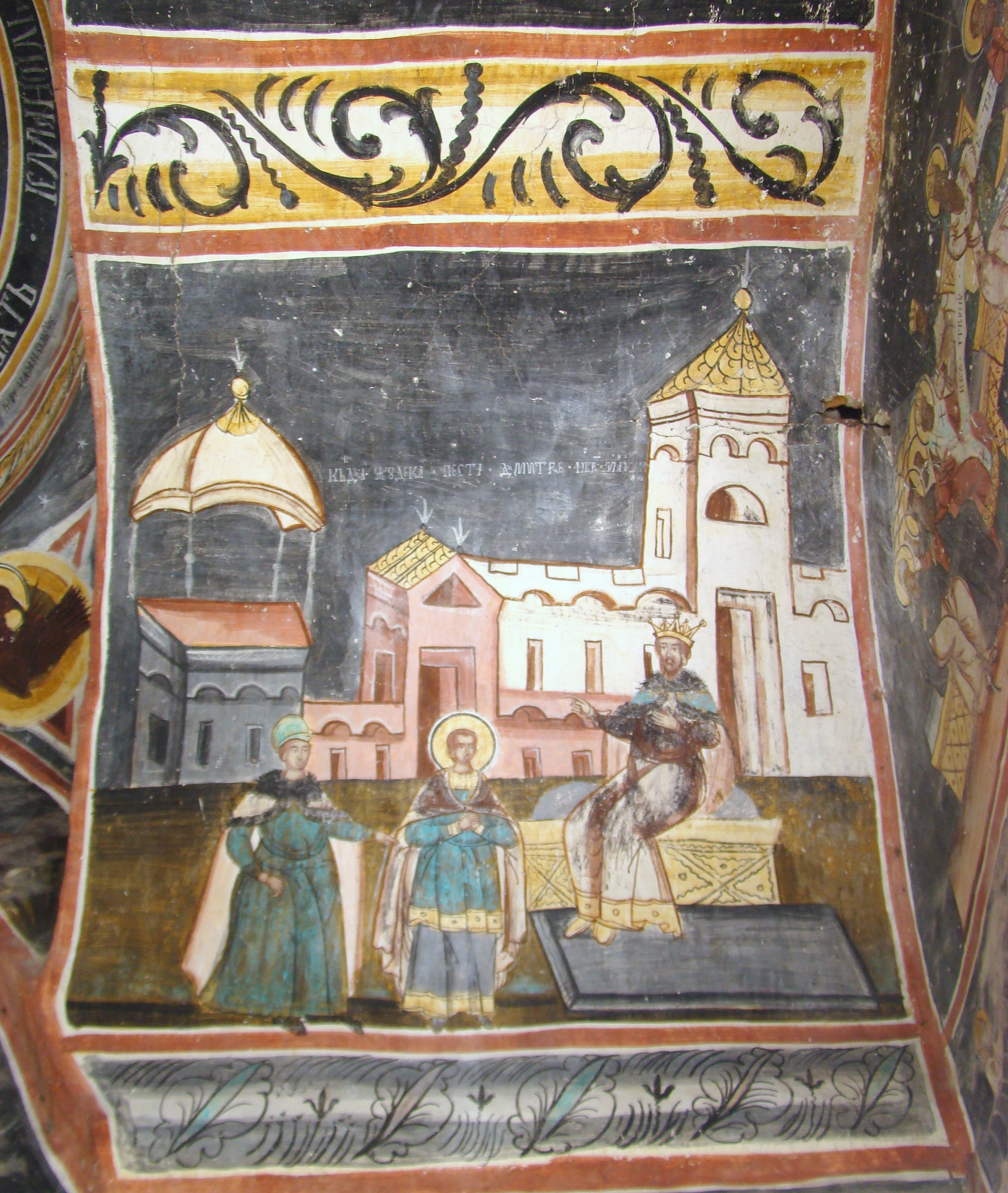
Pictura exterioară
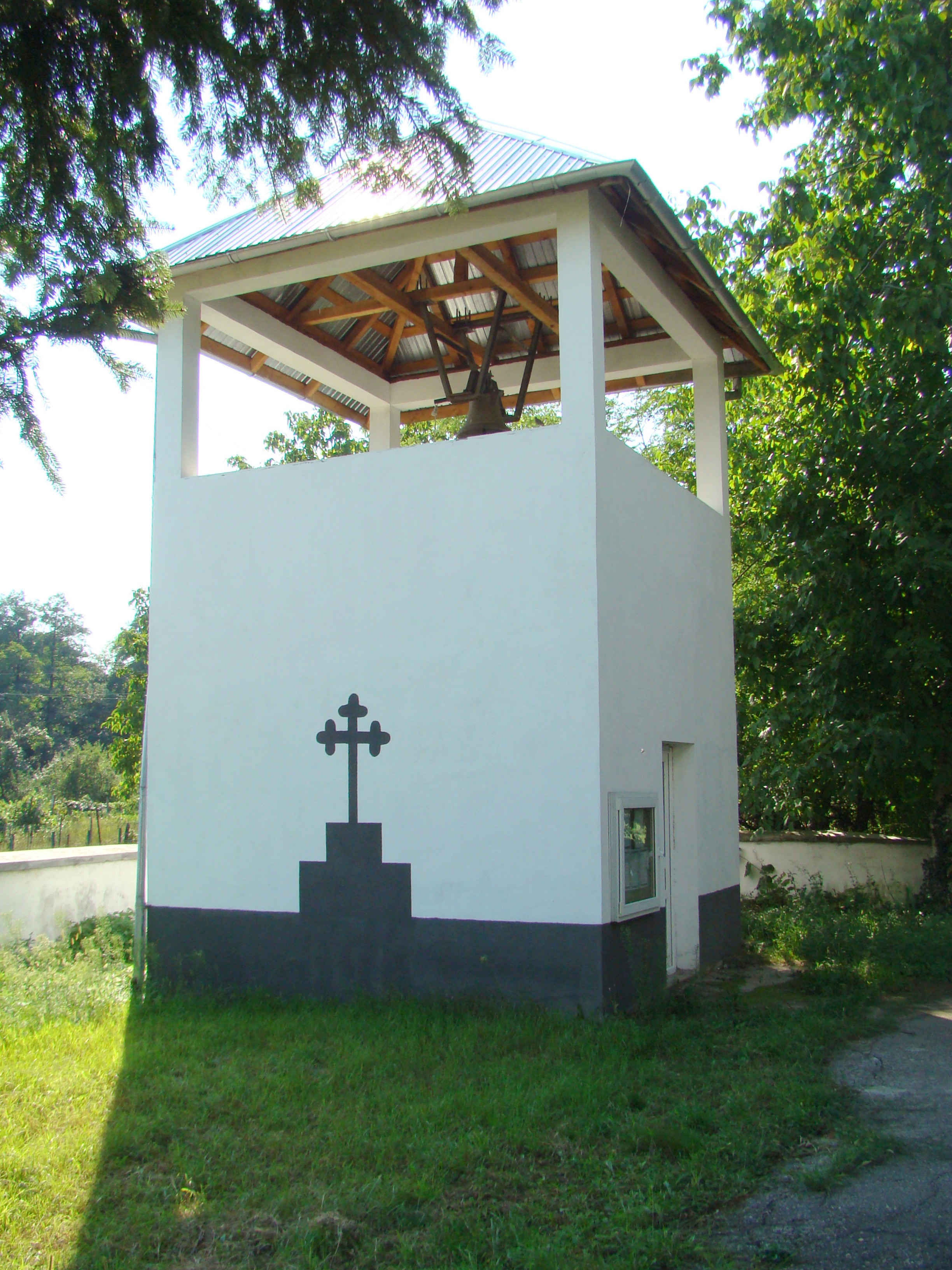
Clopotniţa
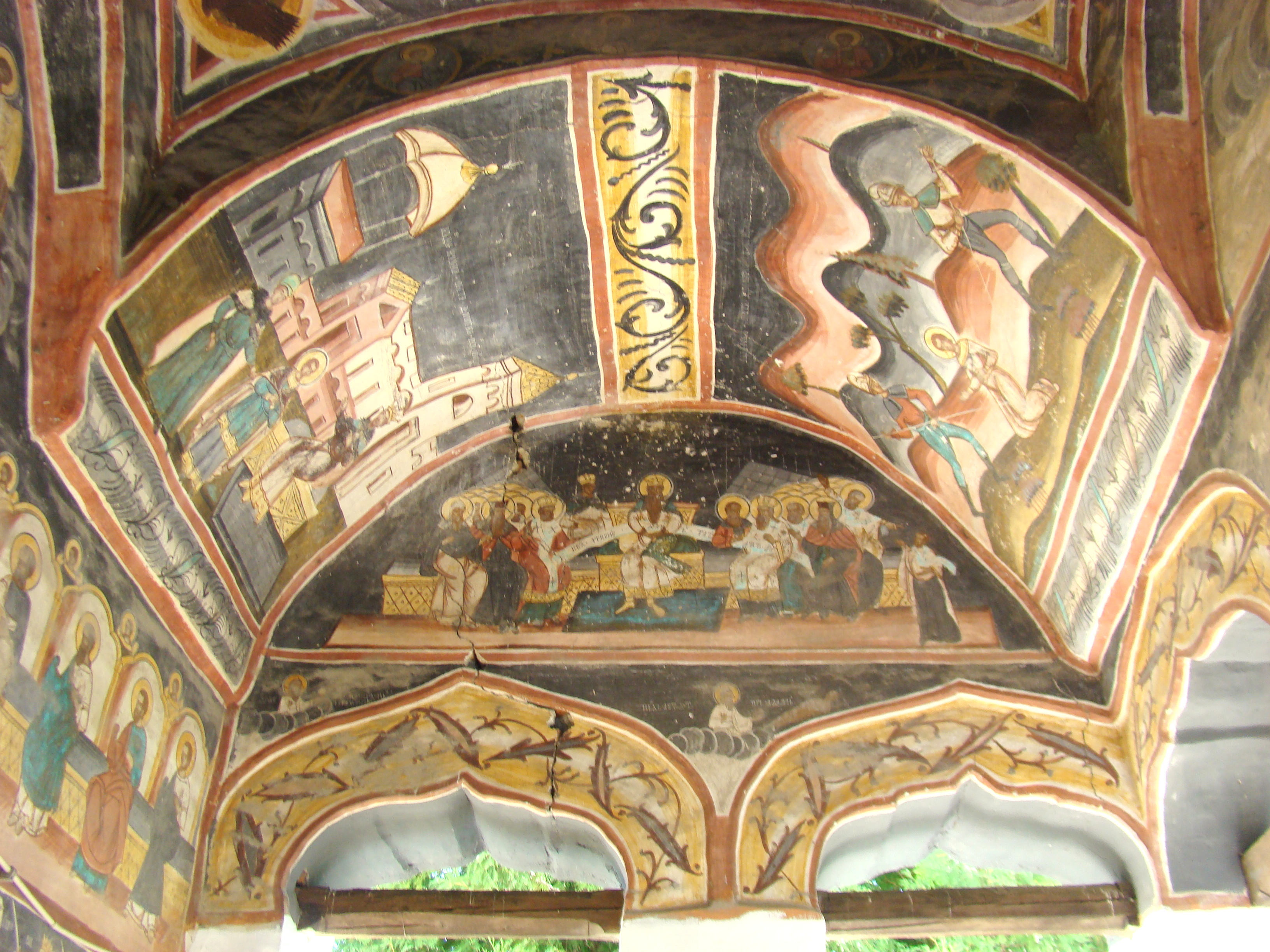
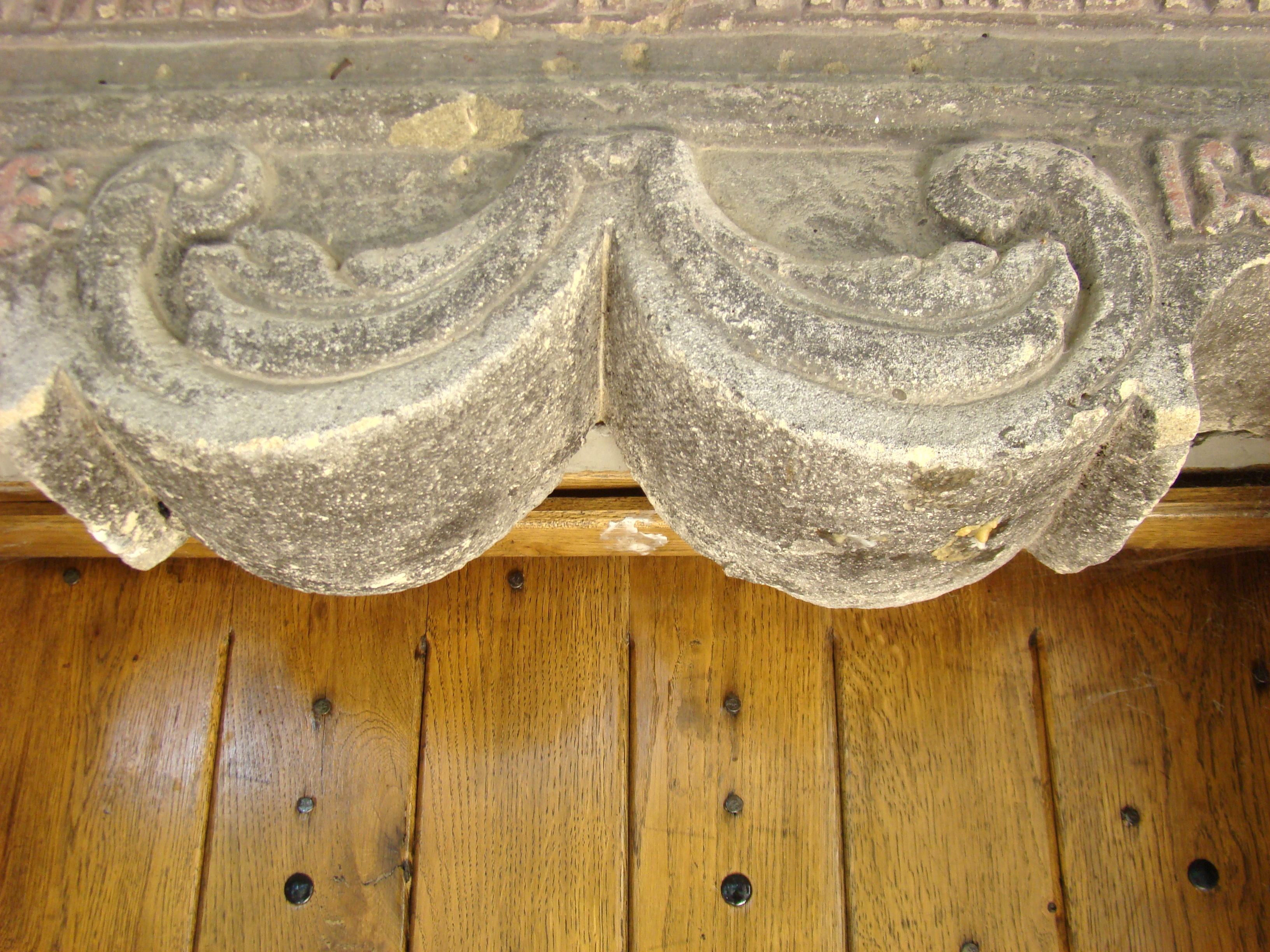
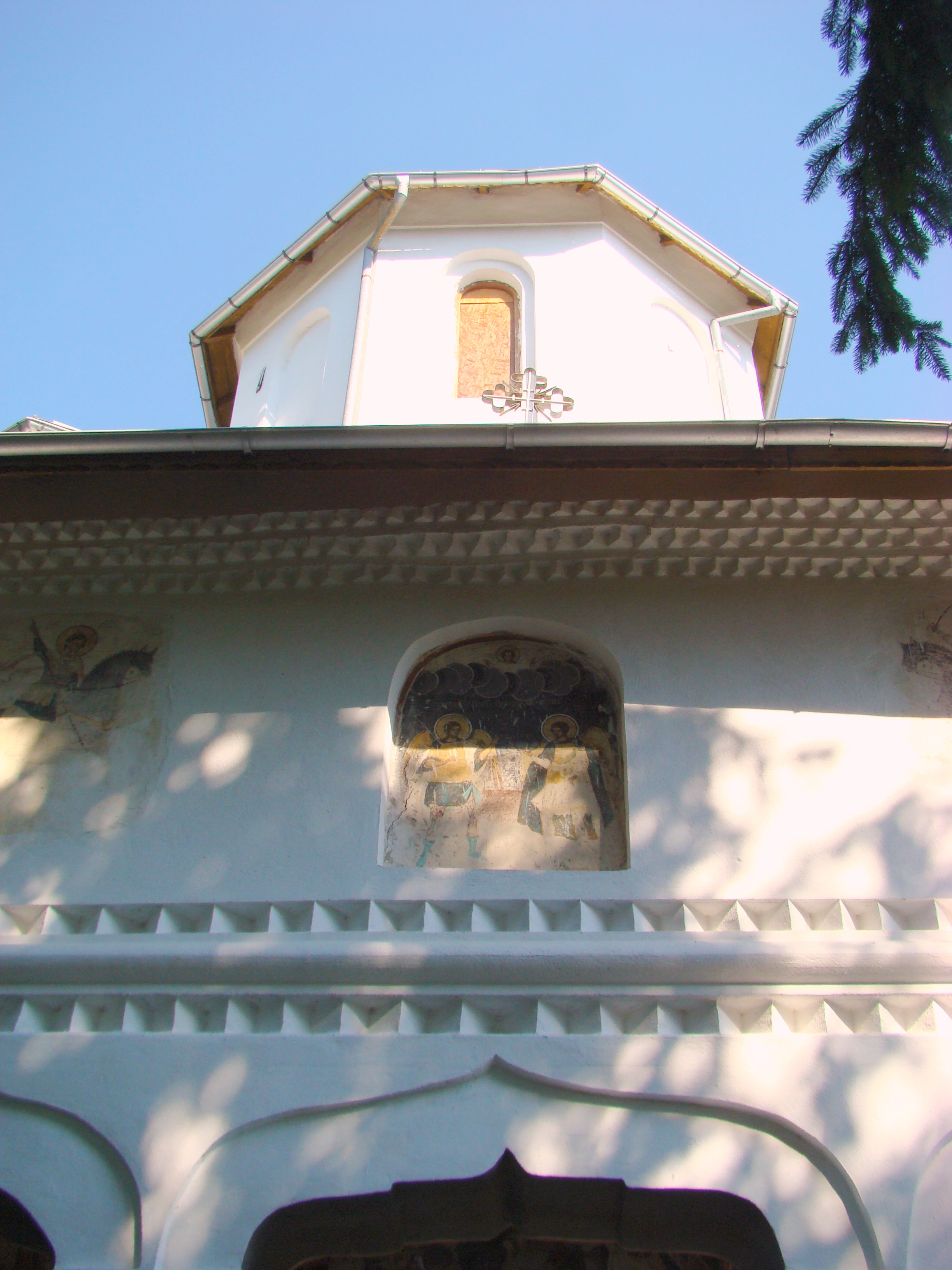
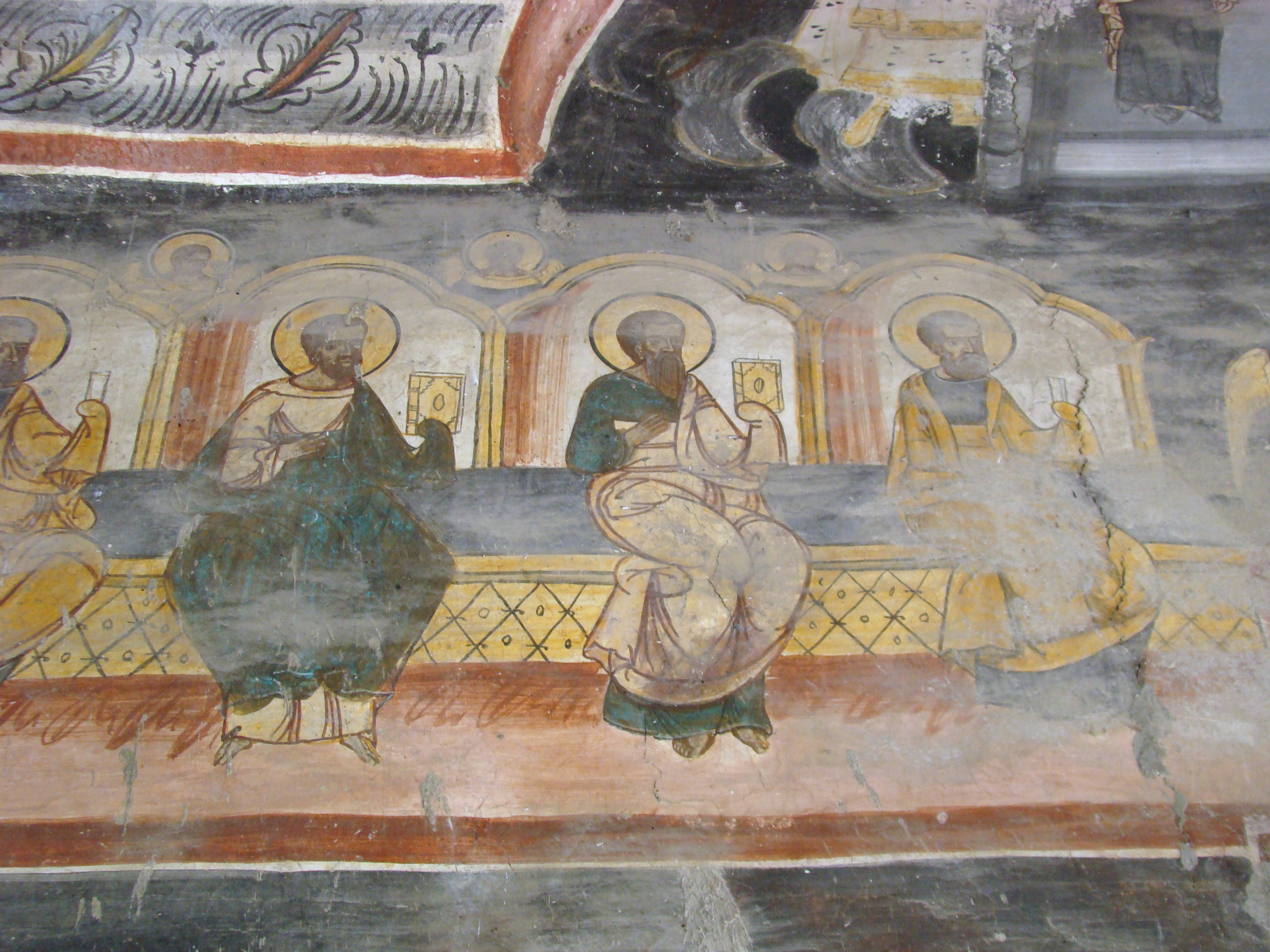
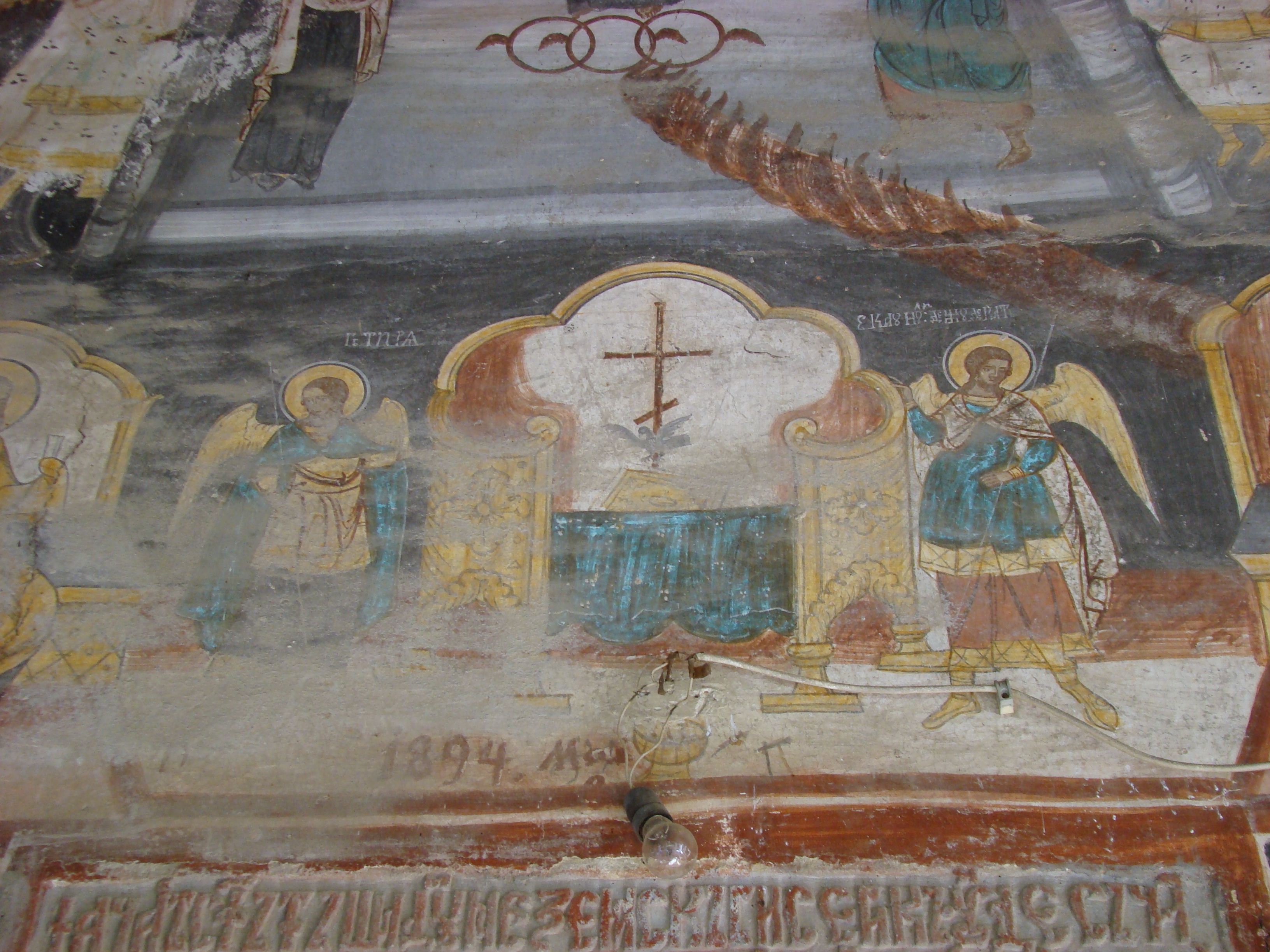
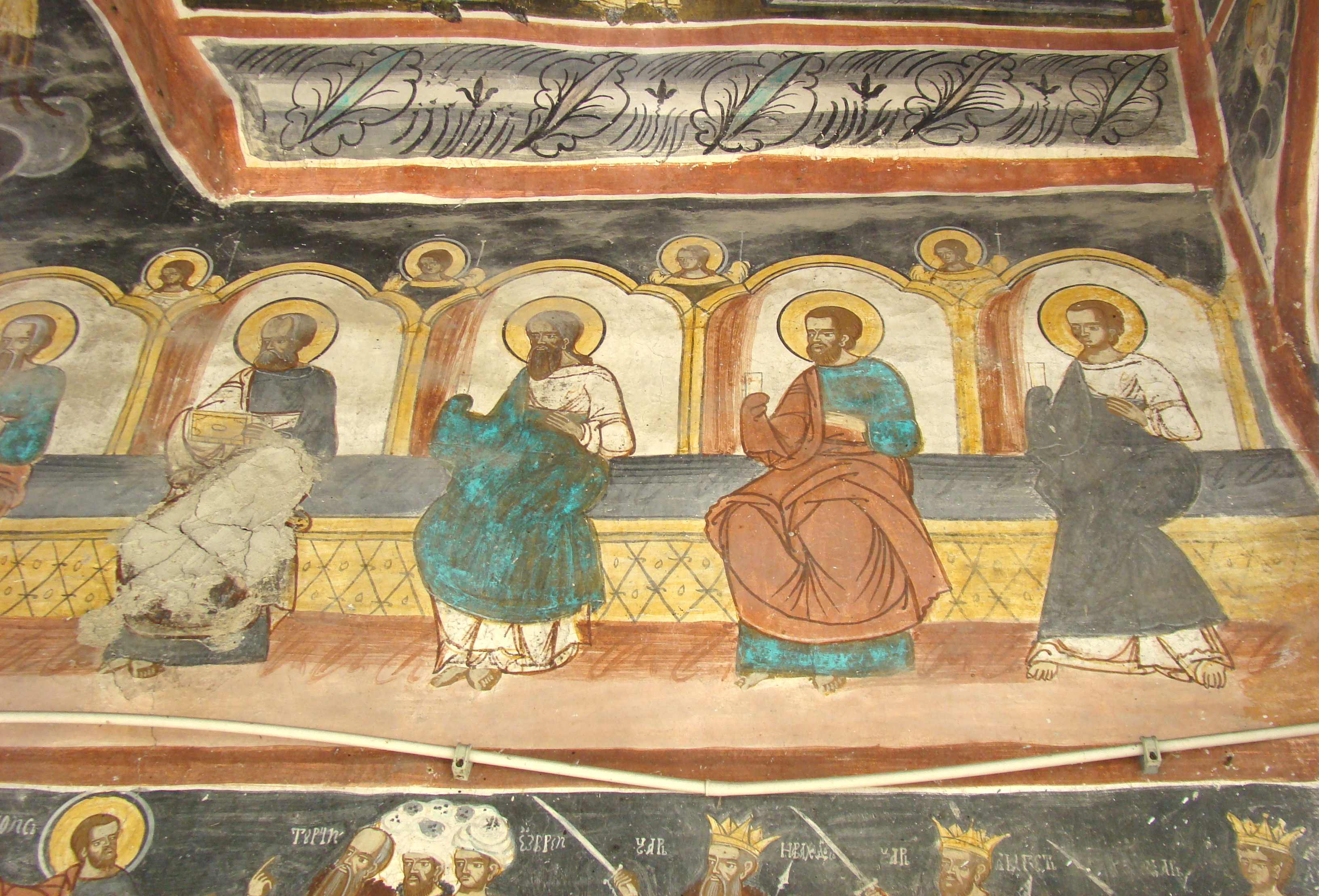
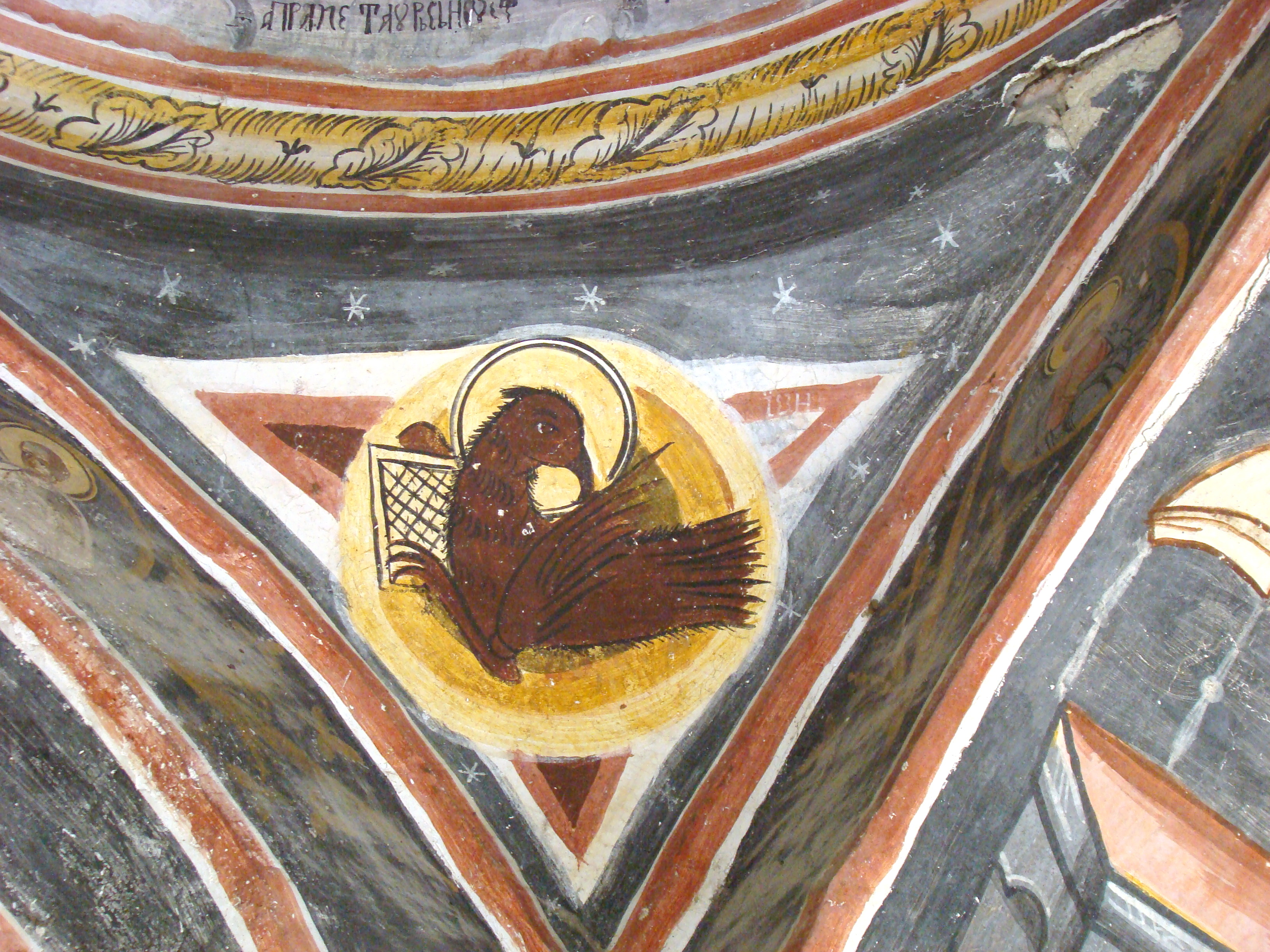
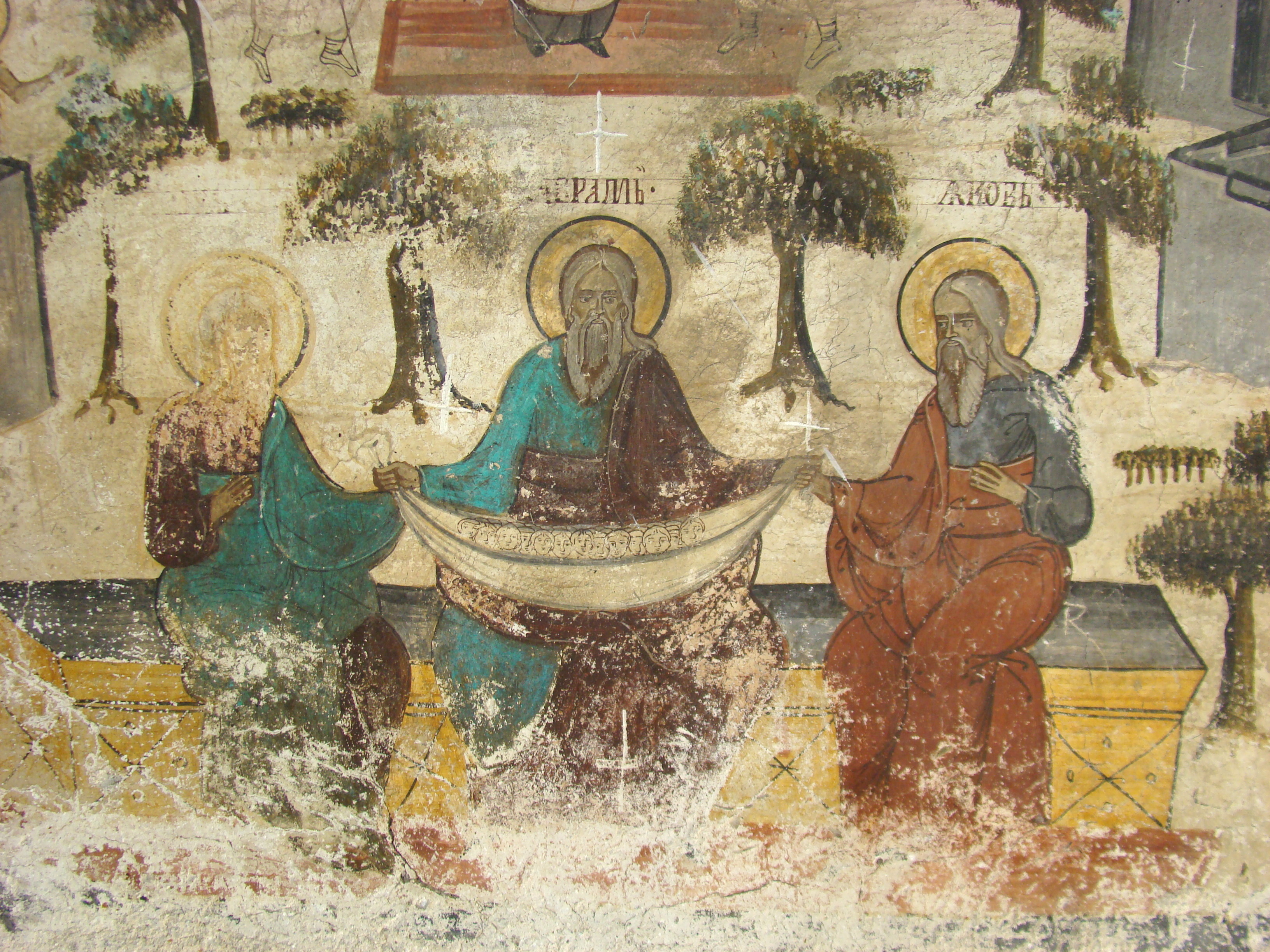
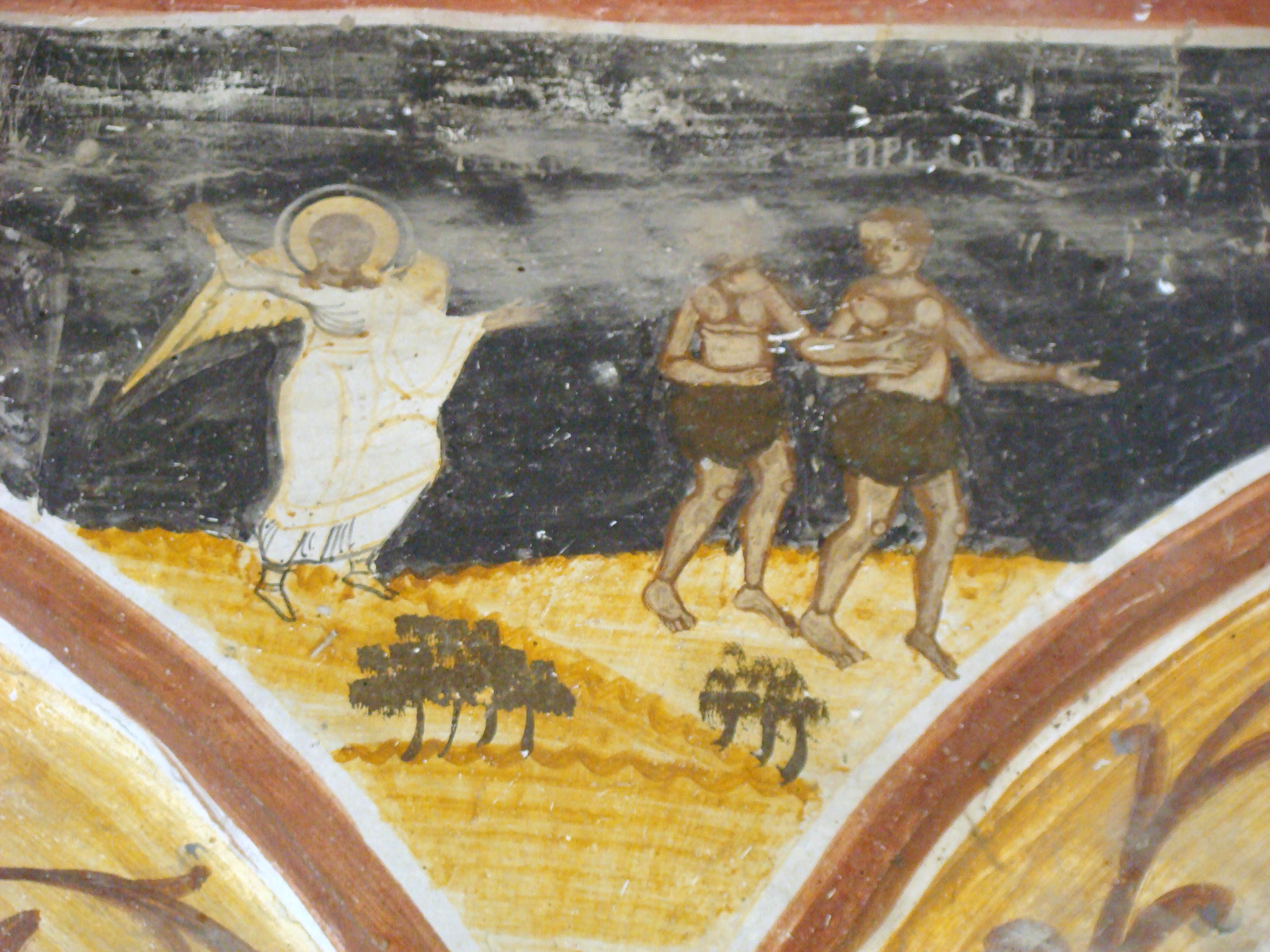
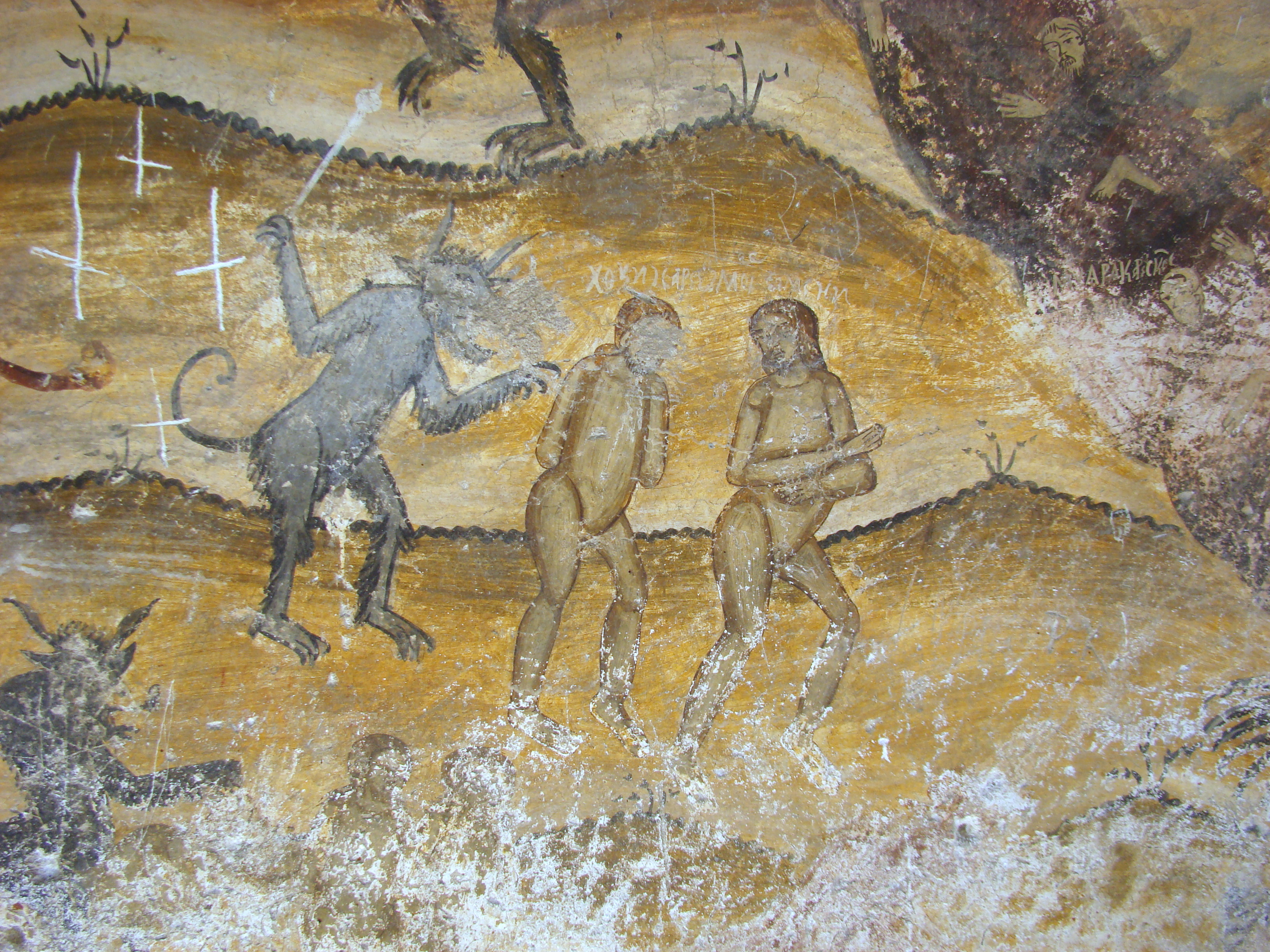
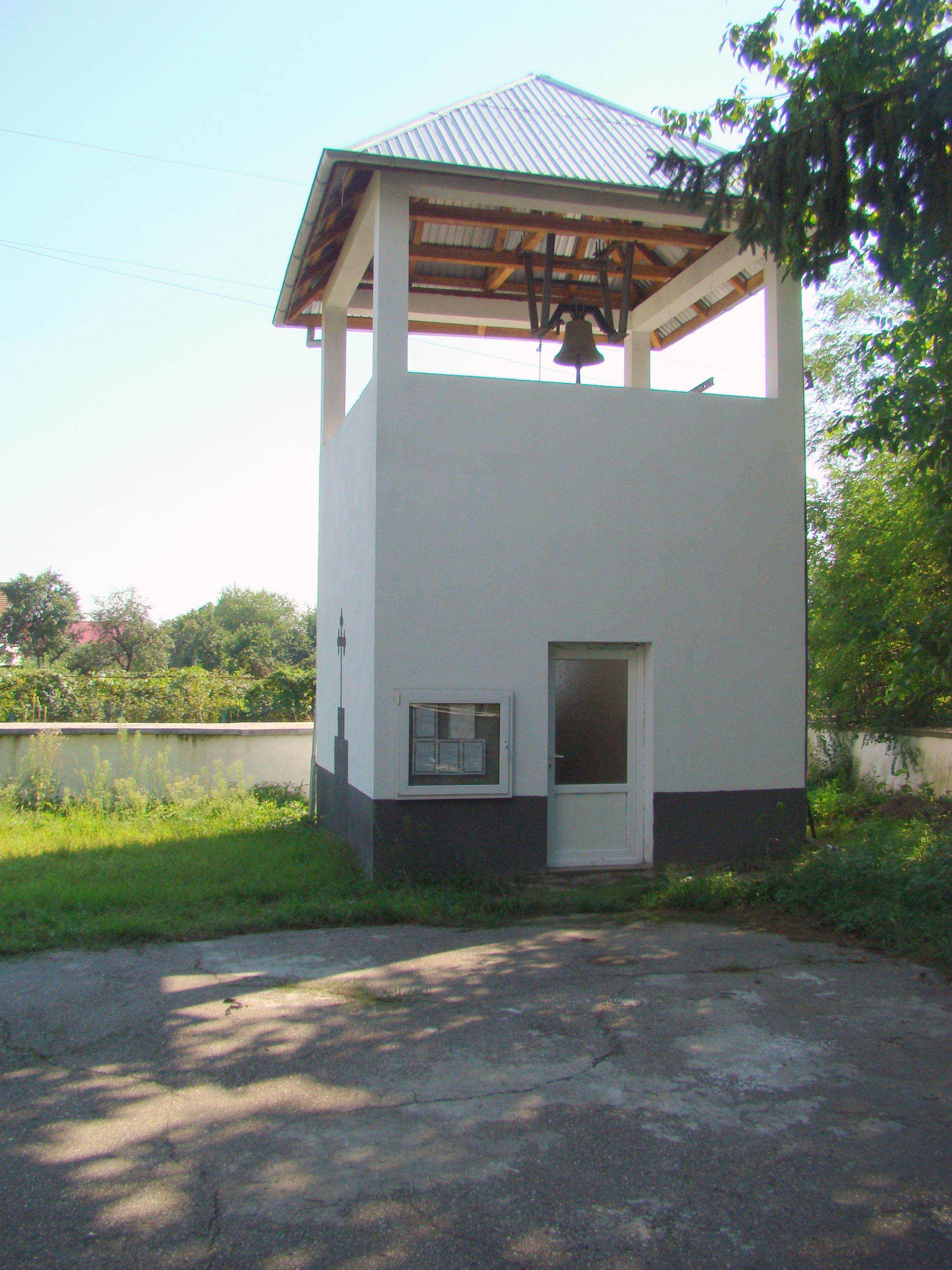
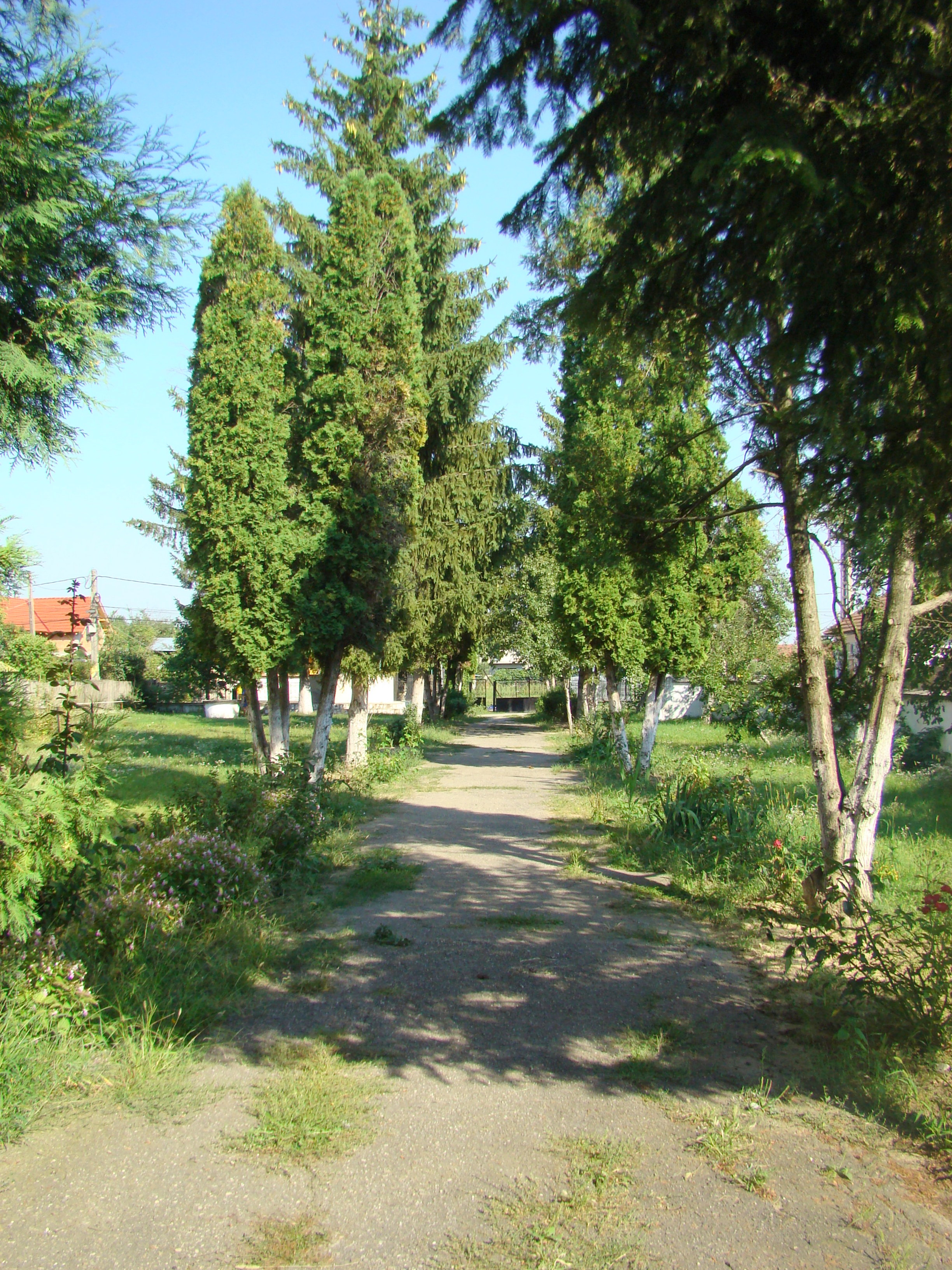